# كريستيان ماركوند
كريستيان ماركوند (بالفرنسية: Christian Marquand)‏ هو كاتب سيناريو ومخرج وممثل فرنسي، ولد في 15 مارس 1927 بمارسيليا في فرنسا، وتوفي في 22 نوفمبر 2000 بباريس في فرنسا بسبب مرض آلزهايمر.

## أعمال

### أفلام
- (1954) أتيلا
- (1962) أطول يوم[6][7]
- (1979) القيامة الآن[8]

## وصلات خارجية
- كريستيان ماركوند على موقع IMDb (الإنجليزية)
- كريستيان ماركوند على موقع ألو سيني (الفرنسية)
- كريستيان ماركوند على موقع أول موفي (الإنجليزية)
- كريستيان ماركوند على موقع قاعدة بيانات الأفلام السويدية (السويدية)
- كريستيان ماركوند على موقع قاعدة بيانات الفيلم (الإنجليزية)
- كريستيان ماركوند على موقع كينوبويسك (الروسية)